# Casa Navàs
La Casa Navàs, popularment coneguda com a Cal Navàs, és un edifici modernista situat a la plaça del Mercadal, 5 cantonada al carrer de Jesús, i a tocar del carrer Major de Reus, declarat bé cultural d'interès nacional. Va ser construït entre el 1901 i 1908 per encàrrec dels reusencs Joaquim Navàs Padró i Josepa Blasco Roura. Projectat per l'arquitecte barceloní Lluís Domènech i Montaner, hi varen participar els millors artesans de l'època i col·laboradors habituals seus com Gaspar Homar, Alfons Juyol, Antoni Rigalt o Lluís Bru. A diferència d'altres obres contemporànies dels mateixos autors, com la casa Lleó i Morera de Barcelona, no ha patit les transformacions de modes posteriors i manté íntegrament la decoració i el mobiliari com els varen concebre els seus autors, com a fidel testimoni social, cultural i econòmic d'una època.

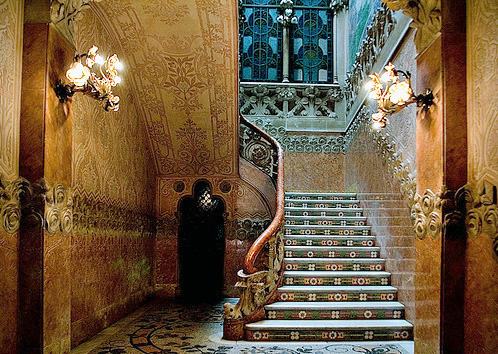
Entrada principal amb marbres d'Alfons Juyol i mosaics de Lluís Brú

## Història

### Els propietaris
Joaquim Navàs Pedró (Reus, 25 d'abril de 1851 - Barcelona, 6 d'agost de 1915), familiarment conegut com el «senyor Quimet», havia estat company de jocs d'infància d'Eduard Toda i d'Antoni Gaudí, quan no era a la botiga ajudant el seu pare. La seva família era originària de Cabassers, on el seu avi Josep Navàs Margarit hi tenia una petita botiga. El seu pare, Joaquim Navàs Domingo (Cornudella de Montsant, 1822 - Reus, 1880), es va traslladar a Reus molt jove per a fer de traginer, comerciant amb productes tèxtils pels pobles de la comarca, fins que va obrir botiga al carrer de Monterols 8. Va tenir dos fills: Elvira (Reus, 1848-1914) i Joaquim Navàs Padró.
El fill petit va acompanyar el seu pare fent créixer el negoci des de la botiga del carrer de Monterols 8, més tard traslladada al número 6, al carrer de la Galera 3 i finalment a la plaça del Mercadal 5, moment en què Joaquim Navàs Padró va entrar a la societat amb el seu pare sota la denominació Joaquín Navás e hijo.
El 19 d'agost de 1876 Joaquim Navàs Padró es va casar amb Josepa Blasco Roura, filla d'un altre comerciant de teixits i neta d'un músic militar d'Ontinyent que dirigia la banda del regiment. Quan es varen casar varen obrir botiga de teixits al número 4 del carrer de Jesús competint directament amb les dues famílies. L'empenta de la parella, les bones arts compradores del senyor Quimet i la capacitat de vendre de la senyora Josepa feia progressar contínuament el negoci. El 1893 varen començar a negociar la compra de la casa Simó-Cardenyes, un edifici del segle xvii a la plaça del Mercadal cantonada amb el carrer de Jesús. Va ser finalment comprada per 42.500 pessetes i escripturada el 1898. Un any més tard la seva mare que havia enviduat li transfereix el negoci a canvi d'una renda anual. Navàs va viatjar per Europa per comprar les millors teles d'Escòcia, Anglaterra, França, Alemanya i Bèlgica, a més de les fàbriques de Terrassa, Sabadell i Barcelona. Es va convertir en el principal distribuïdor d'aquests productes a setze províncies de la península Ibèrica mitjançant una potent xarxa comercial.
Va tenir prou recursos per construir-se a final del segle xix un xalet al passeig de la Boca de la Mina de Reus prop de l'institut Pere Mata, obra de Pere Caselles i Tarrats i un altre a la platja de Salou. El 1901 decideixen de construir un edifici per a instal·lar la botiga i el seu habitatge a l'antiga casa Simó-Cardenyes. Havia de ser un edifici emblemàtic que donés un reconeixement al negoci, fent un salt qualitatiu important.
Joaquim Navàs va ser membre actiu del Partit Republicà Reformista del qual va ser regidor de l'Ajuntament de Reus en quatre ocasions. La seva vocació local el va portar a rebutjar les propostes per a presentar-se com a diputat i senador a les Corts Espanyoles. Va arribar a ser president honorari del Comitè del Partit Republicà Reformista, i fou soci fundador de la societat promotora de l'Institut Pere Mata que Lluís Domènech i Montaner estava construint simultàniament a la casa Rull (1900-1901). Navàs i Domènech ja havien coincidit políticament a l'assemblea de les Bases de Manresa, el 1892. Coneixedor de la qualitat de l'arquitecte li va encarregar l'obra, el projecte de la qual es va presentar a l'ajuntament el 10 d'octubre de 1901. El 18 de desembre de 1903, amb l'edifici encara en construcció, es presentà una modificació per tancar amb una galeria d'arcs la terrassa del carrer de Jesús. L'habitatge es va començar a fer servir el 1907, si bé els acabats dels darrers detalls varen continuar fins al 1910.
Sembla que Domènech i Montaner, abans de fer una casa, se n'anava a viure i a tractar els que l'hi encarregaven per veure com vivien. Potser en aquest cas també ho devia fer igual, en tot cas el que és segur és que va comptar amb total llibertat en el disseny i en el pressupost.
El 1907 Navàs va patir un atemptat amb un petard de poca potència a la seva casa de la Boca de la Mina que es va relacionar amb els moviments anarquistes, si bé mai es va aclarir l'autoria i s'especulà que els inductors fossin els grups polítics en el poder amb pràctiques corruptes als que Navàs criticava des de l'oposició. Arran de l'atemptat va decidir traslladar-se a Barcelona, a l'avinguda Diagonal 347. Tot i que va tornar a Reus i va tornar a ser regidor el 1909, va mantenir una doble residència i va morir el 6 de gener de 1915 a Barcelona. La seva mort va trasbalsar la ciutat de Reus on es varen suspendre les festes de Reis i es varen organitzar els funerals més lluïts de l'època.

### El comerç
La botiga de la planta baixa de la casa Navàs va ser el feu de Josepa Blasco, una dona riallera, franca i dotada d'una especial sensibilitat i psicologia per al tracte amb el públic a qui aconsellava i que hi confiava en ella, tal com la descriu Maria Font de Rubinat, la darrera descendent que va viure a la casa. La Josepa era una obsessiva de la netedat i una seguidora dels moviments higienistes europeus que la varen influir en aspectes de la configuració de l'edifici. Els seus dependents començaven d'aprenents fins que dominaven l'ofici; menjaven a la mateixa casa i dormien amb uns matalassos sobre els taulells. La visió dels propietaris sempre va ser molt oberta i moderna a diferència del tòpic de comerciant conservador i tancat en un negoci familiar. Una mostra d'això va ser la decisió de fer socis del negoci als quatre empleats més antics creant-ne la societat Successors de Joaquim, Navàs, Capdevila, Cubells, Caixal i Oriol S.C. el 1901.
Després de la mort de Joaquim Navàs, la seva vídua es va recolzar en el seu germà Jaume Blasco Roura per a gestionar l'evolució de la forma jurídica de la societat amb els altres socis. La neutralitat espanyola durant la primera guerra mundial va incrementar el negoci que va obrir sucursal a Barcelona al carrer Alí Bey 3.

### Els anys després dels Navàs
Durant la Guerra Civil, el negoci va estar sota el control d'un comitè obrer. El 26 de març de 1938 va caure una bomba a la casa Pedrol, a l'altre costat del carrer de Jesús, que de rebot va produir importants danys a la casa Navàs: la destrucció de la torre i del capcer dentat de la façana principal i la meitat dels vitralls són els elements no recuperats, però la destrucció fou superior, ja que va desaparèixer la meitat del segon pis i una part del balcó. En acabar el conflicte, les tropes franquistes varen saquejar la botiga a més d'imposar-los una multa.
El 1943 va passar a ser propietat del nebot de Josepa Blasco, en Joaquim Blasco i la seva esposa Maria Font i de Rubinat (1903-1999). En aquest període els seus propietaris fan molts esforços per recuperar les destrosses bèl·liques, aixecar el negoci i mantenir la casa en perfecte estat.
Maria va ser la darrera propietària que va viure a la casa. Era filla del bibliòfil, alcalde de Reus i amic de Domènech i Montaner, Pau Font i de Rubinat, i neboda de Francesc Macià. La relació entre propietària i casa va ser molt intensa, «se sentia posseïda,» segons les seves pròpies paraules i la va protegir contra els corrents de modernitat que han destruït altres edificis modernistes.
En morir, la propietat passà al seu fill, Joaquim Blasco Font de Rubinat.

## Edifici

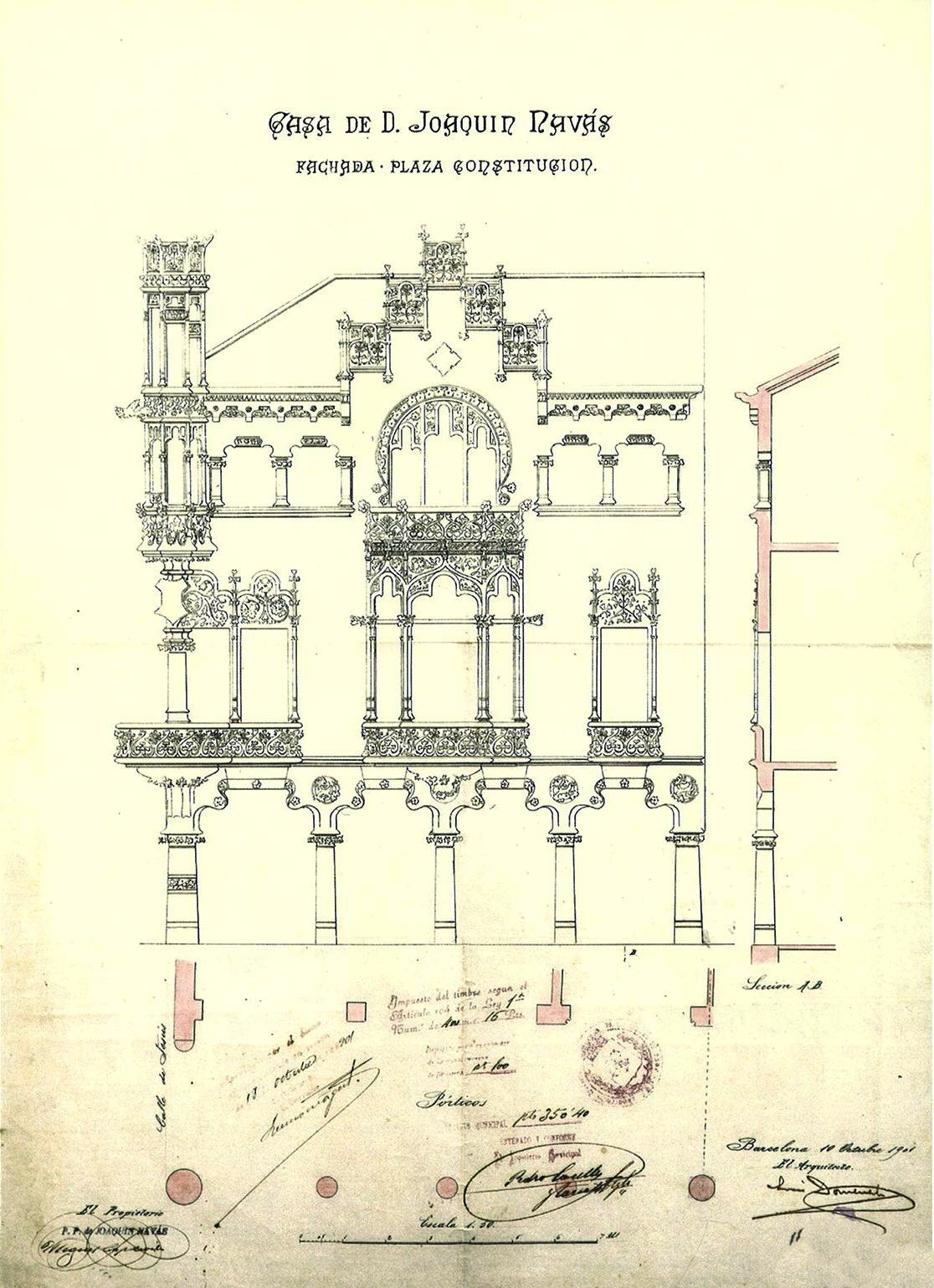
Projecte original on es poden observar les parts destruïdes el 1938

És un edifici de soterrani, planta baixa i dos pisos, que presenta una façana en pedra amb una estructura que és continuista dels edificis porxats de la resta de la plaça. En el seu cas, es compon per cinc columnes i quatre arcs acabats en capitells lobulats i amb decoració floral. La planta baixa, on s'ubica l'antiga botiga de teixits, és rectangular amb l'accés per la façana principal de plaça Mercadal.

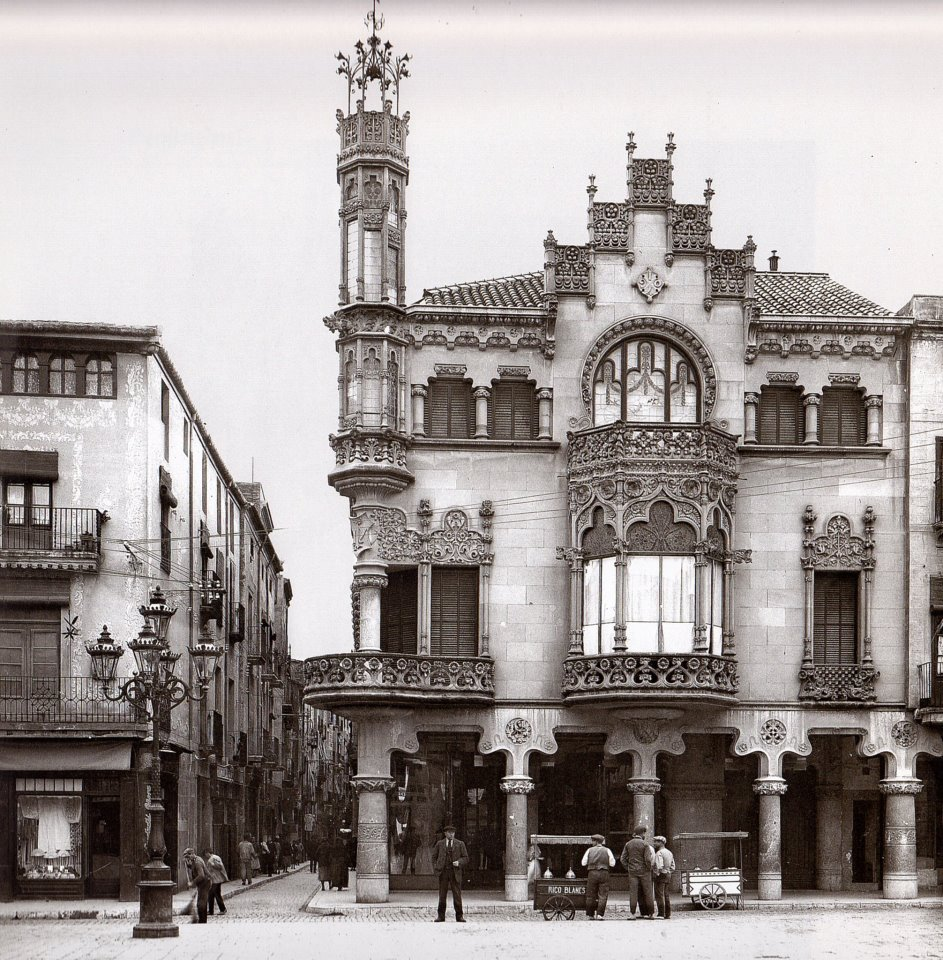
Imatge de Cal Navàs el 1918

### El projecte
L'edifici correspon a la primera etapa de l'arquitecte on hi perviuen elements arqueologistes de tradició acadèmica, amb una certa influència violetiana si bé també s'hi identifiquen característiques que es desenvoluparan a fons en etapes posteriors, de plenitud modernista. Destaca l'adaptació de la decoració floral com a vocabulari bàsic en la definició formal exterior, l'accés com a nucli de la casa, reforçat amb la utilització de la llum zenital o lateral, matisada pels vitralls. Amb tot, el més destacat és la continuïtat de disseny basada en la il·lació entre arquitectura, elements ornamentals, decoració i mobiliari, una concepció holística pròpia dels grans arquitectes del modernisme.
Domènech va utilitzar un llenguatge de tradició medieval, inspirat en un gòtic català lligat al sentiment nostàlgic de la pàtria medieval en una aplicació del que Bohigas va descriure com «el retrobament de la personalitat pròpia, de recuperació de l'esplendor passat i d'integració en el corrent, que des de Morris i els prerafaelites, arriba als productes decoratius de l'Art Nouveau.»
Degut a les limitacions del terreny i a la importància que tenia el negoci en les prioritats dels propietaris, Domènech va haver d'aprofitar tota la superfície per a botiga i magatzem, sacrificant un espai dedicat a jardí com tenien altres cases unifamiliars de la burgesia.
Dos patis marquen la volumetria de l'edifici i aporten llum zenital a les parts interiors. Un d'ells allotja la caixa d'escala és el jardí intern, el jardí petri de flors esmaltades i esculpides. L'altre s'ubica al fons de la finca, és descobert i marca distància amb la casa veïna a més d'aportar llum a les estances posteriors de les plantes altes i llum zenital al fons de la botiga. La claredat compositiva de les plantes orientades a la funcionalitat d'espais i de circulacions lligades a la fluïdesa visual permet captar les diferents seqüències espacials e la planta. Domènech va desplegar un model de simplicitat en la distribució i una clara definició dels ambients.
Segons Joaquim Blasco: «La casa Navàs està feta per commemorar l'anada dels catalans des de Salou a Mallorca. Tota la casa està feta pensant en un barco: dalt al penell hi havia un barco, allà hi ha els catalans que s'embarquen, a tot arreu hi ha les històries dels catalans per la Mediterrània». Això no obstant, la decoració pren un aire de «jardí petrificat» provant de substituir l'inexistent jardí real.

### Façanes
La façana s'integra a la trama urbana seguint el traçat del porxo de la resta d'edificis, però trencant la tipologia estilística amb la incorporació de profusa decoració especialment a la torre i el gablet graonat, avui desapareguts. La façana va ser realitzada totalment en pedra natural, originària de Montblanc les parts més dures de la zona baixa, i comptant amb pedra més tova i mal·leable procedent de Vinaixa per la resta. Després de la destrucció de 1938 es va realitzar un projecte de restauració de mínims que incorporava pedra artificial per la façana en lloc de pedra natural de Vinaixa. No incorporava tampoc elements decoratius, llevat de la reconstrucció del balcó.
La planta primera és el pis noble, habitatge dels Navàs. La façana presenta una decoració modernista d'inspiració neo-gòtica molt rica, amb una tribuna al seu centre i, a la cantonada amb el carrer Jesús, un balcó rodó amb vistes a les dues façanes i amb l'escaire aixamfranat. Al centre de la superfície del balcó, en el vèrtex dels plans de les dues façanes, hi ha un pilar de càrrega decorat amb un escut amb una lletra «n» al centre en referència al cognom del propietari. La traceria de la barana és de motius florals i sobre les portes que donen sortida al balcó hi ha uns timpans trilobats molt decorats i flanquejats per pinacles flamígers adossats a la paret. La decoració de la tribuna repeteix a la part baixa de la galeria l'esquema floral del balcó. Les arestes de la forma semi-hexagonal estan formades per fins pilars dobles acabats amb capitells decorats amb figures zoomòrfiques. Cadascun dels tres costats està rematat per un arc flamíger trevolat sobre els que descansa un timpà amb dos caps humans esculpits mirant-se entre ells. Per sobre de la tribuna hi ha un balcó, ja en el segon pis, amb un ampit en pedra molt barroc. També en aquesta planta hi ha dues grans finestrals, un a cada façana, amb una rica decoració similar a la dels buits del balcó.
La façana lateral, al carrer Jesús, té un primer bloc que forma part del cos principal de l'edifici i un segon amb una estructura d'arcs de ferradura superposats d'inspiració islàmica que configuren el pati interior a l'altura del primer pis. Aquesta terrassa té tres arcs ultrapassats que havien allotjat uns vitralls destruïts al bombardeig de 1938. La planta baixa mostra, intercalat uniformement entre els carreus, unes peces tallades en forma de diamant de la pedra

### Botiga
L'arquitecte va concebre la planta baixa com un espai diàfan de 35 metres de llarg per 12 d'ample. És un espai funcional, dinàmic i públic, pensat per al negoci. L'entrada es fa per la façana principal que comparteix amb la caixa d'escala del pis noble de 4 metres d'ample per 13 de fons. A l'interior només sis pilars de fosa de ferro, decorats amb detalls florals modernistes als seus capitells, de 4,25 metres d'alçada i 16 cm de diàmetre sostenen un entramat de jàsseres combinades amb bigues de ferro i voltes de maó.

### Escala principal
L'accés als pisos superiors es fa des del porxo, al costat dret de la façana, mitjançant l'escala principal. Una porta de doble patent de fusta i decoració modernista condueix a un espai dividit per una doble porta de vidre i darrere seu un espai allargassat condueix a l'escala.

### Pis noble

#### Rebedor
El rebedor és la peça central de la planta primera amb funcions de distribució entre ambients, de repòs, de serveis i dels servents, que sense interferir-se resten interconnectats espacialment per la doble alçada d'aquesta peça, produint una sensació de continuïtat i d'unitat. El joc de les transparències, de la llum, del color i la decoració que aconsegueix en aquesta sala és una de les principals aportacions de Domènech.

### Segon pis
A la segona planta les finestres tenen una estructura que replica els porxos de la planta baixa: columnes amb capitells florals i arcs lobulats, però a una escala inferior. Les finestres formen una sèrie contínua, a manera de galeria, només interrompuda per un gran finestral en forma d'arc de mig punt que s'ubica sobre la tribuna del primer pis i per un petit balcó hexagonal amb ampit florit fet en pedra sobre el que s'ubicava una torre que ocupava el cim de l'angle de les dues façanes i que va ser destruïda en un bombardeig el 26 de març de 1938 durant la Guerra Civil i no ha estat restaurada. La part més alta de la façana està rematat amb un ràfec profusament ornamentat. La segona planta estava destinada a les estances del servei i personal de la botiga.
El segon pis va ser habilitat per a estances del servei i dels treballadors de la botiga, si bé finalment els dependents varen acabar dormint als taulells de la mateixa botiga i al segon pis es va instal·lar la sala de música amb una decoració menys luxosa.

## Artesans
La rica decoració d'aspecte paradisíac està farcida de tarongers, lilàs, roses, gira-sols, anemones, gardènies, peònies, hortènsies i altres espècies reals i fictícies fetes en vitralls, mosaics, ceràmica, forja, marbre, marqueteria que es poden trobar a terra, a les parets, sostres, llums o mobles.
Pere Monné va ser el mestre d'obres, qui es va construir un habitatge a l'altre extrem del carrer de Jesús.
Els marbres de les escales i totes les escultures foren realitzats per Alfons Juyol i Bach, seguint indicacions d'Eusebi Arnau; els estucats i les pintures murals per Tomàs Bergadà i la forja va ser obra de Martí, de Vilaseca. El mobiliari és obra de Gaspar Homar que fa d'interiorista dissenyant llums de llautó, penja-robes, arrambadors de fusta, cadires, etc. També va dibuixar els motius dels vitralls fets al taller de Jeroni Ferran Granell i Manresa. Els mosaics són del taller de Lluís Brú, així com alguns dels dissenys dels arrambadors ceràmics fabricats per la fàbrica Pujol i Bausis. Altres rajoles són de l'artista local Hipòlit Montseny (avi de l'Hipòlit Montseny regidor de l'Ajuntament de Reus a començament del segle xxi).
La Casa Navàs és un exemple únic de la seva classe, com que conserva pràcticament tots els elements tal com va quedar quan es va construir: els llums, el mobiliari, les tapisseries brodades, la roba de la llar, els domassos de les balconades per als dies de festa, els estors, els teixits de seda de les parets.

### Vitralls
A la casa hi ha més de 200 m de vitralls entre envans, finestrals i claraboies. Els vitralls de la claraboia de l'escala destruïts amb la bomba del 1938, varen ser recuperats el 1990 gràcies a la tenacitat de Maria Font i de Rubinat i el treball de l'Escola Taller Mas Carandell sota la direcció de Carme Fernàndez.
- Escala principal
- Rebedor. Pis superior
- Rebedor. Pis superior
- Mosaics a l'escala principal
- Mur de vitralls des de l'escala
- Llar de foc amb escons
- Porta vitrallada i arrambadors ceràmics
- Mobiliari de Gaspar Homar; al fons l'arrambador «Flor de Saüc»
- Marbre i pedra a l'arrambador de l'escala
- Llum dissenyat per Gaspar Homar